# Парламентские выборы в Кот-д’Ивуаре (2016)
Парламентские выборы в Кот-д'Ивуаре прошли 18 декабря 2016 года. Согласно новой Конституции страны, одобренной ранее на октябрьском референдуме, на выборах избирались 255 депутатов Национального собрания на 4-летний срок. Альянс Объединение уфуэтистов за демократию и мир, в которое входили Объединение республиканцев, Демократическая партия, Союз за демократию и мир в Кот-д’Ивуаре, Движение сил будущего и Союз за Кот-д’Ивуар, получили большинство мест в Национальном собрании. Партии, входящие в альянс, выставляли в некоторых округах своих партийных кандидатов.

## Избирательная система
255 депутатов Национального собрания Кот-д’Ивуара избираются в 154 одно- и многомандатных округах, количество мест в которых насчитывает от 1 до 6. Выборы проходят по системе относительного большинства.

## Предвыборная кампания
На выборах было зарегистрировано 1336 кандидатов, из которых 597 представляли 38 политических партий, остальные 739 были зарегистрированы как независимые. Альянс Объединение уфуэтистов за демократию и мир выдвинул наибольшее количество кандидатов — 248.

## Результаты
В 34-м избирательном округе два кандидата получили равное количество голосов (по 1231), поэтому через 15 дней был назначен 2-й тур.
| Партия                                                             | Голоса    | %     | Мест | +/-   |
| ------------------------------------------------------------------ | --------- | ----- | ---- | ----- |
| Объединение уфуэтистов за демократию и мир                         | 1 019 057 | 50,26 | 167  | -38   |
| Ивуарийский народный фронт                                         | 118 130   | 5,83  | 3    | новая |
| Союз за демократию и мир в Кот-д’Ивуаре                            | 60 566    | 2,99  | 6    | 0     |
| Союз за Кот-д’Ивуар                                                | 20 806    | 1,03  | 3    | +2    |
| Свобода и демократия за республику                                 | 3050      | 0,15  | 0    | 0     |
| Движение за мир, прогресс и демократию и разделение                | 2628      | 0,13  | 0    | новая |
| Объединённый мыс за демократию и развитие                          | 2513      | 0,12  | 0    | 0     |
| Альянс демократических сил                                         | 2308      | 0,11  | 0    | новая |
| Союз за демократию и прогресс                                      | 2235      | 0,11  | 0    | новая |
| Демократический и гражданский союз                                 | 2207      | 0,11  | 0    | 0     |
| Демократическое и социальное движение                              | 1576      | 0,08  | 0    | 0     |
| Обновление за мир и согласие                                       | 1303      | 0,06  | 0    | новая |
| Коллектив демократических ивуарийцев                               | 1136      | 0,06  | 0    | новая |
| Конгресс за ивуарийское обновление                                 | 1101      | 0,05  | 0    | новая |
| Союз за всеобщую демократию в Кот-д’Ивуаре                         | 984       | 0,05  | 0    | 0     |
| Народная партия социал-демократов                                  | 861       | 0,04  | 0    | новая |
| Республиканский союз за демократию                                 | 848       | 0,04  | 0    | новая |
| Союз за прогресс                                                   | 648       | 0,03  | 0    | новая |
| Пан-африканское демократическое движение                           | 644       | 0,03  | 0    | 0     |
| Национальный демократический и реформистский фронт                 | 596       | 0,03  | 0    | новая |
| Зелёные                                                            | 466       | 0,02  | 0    | новая |
| Национальное гражданское движение                                  | 444       | 0,02  | 0    | 0     |
| Конгресс народа за развитие и свободу                              | 440       | 0,02  | 0    | новая |
| Союз за национальный прогресс                                      | 319       | 0,02  | 0    | 0     |
| Народный социалистический союз                                     | 306       | 0,02  | 0    | 0     |
| Демократия за свободу и сплоченность                               | 233       | 0,01  | 0    | новая |
| Ивуарийская партия выступления на вызовы                           | 201       | 0,01  | 0    | 0     |
| Партия единства и прогресса Кот-д’Ивуара                           | 184       | 0,01  | 0    | новая |
| Коммунистическая революционная партия Кот-д’Ивуара                 | 178       | 0,01  | 0    | 0     |
| Конгресс за ивуарийское обновление — Пан-африканское               | 177       | 0,01  | 0    | новая |
| Ивуарийское экологическое движение                                 | 163       | 0,01  | 0    | 0     |
| Союз народных масс                                                 | 134       | 0,01  | 0    | новая |
| Республиканская партия Кот-д’Ивуара                                | 106       | 0,01  | 0    | 0     |
| Союз за развитие и свободы                                         | 101       | 0,00  | 0    | новая |
| Национальный альянс Кот-д’Ивуара                                   | 93        | 0,00  | 0    | новая |
| Ивуарийская партия фермеров                                        | 40        | 0,00  | 0    | 0     |
| Прогрессивное движение Кот-д’Ивуара                                | 30        | 0,00  | 0    | новая |
| Возрождение                                                        | 20        | 0,00  | 0    | 0     |
| Независимые                                                        | 780 629   | 38,50 | 75   | +44   |
| Равные голоса                                                      | -         | -     | 1    | -     |
| Недействительных/пустых бюллетеней                                 | 110 575   | -     | -    | -     |
| Всего                                                              | 2 138 036 | 100   | 255  | 0     |
| Зарегистрированных избирателей/Явка                                | 6 268 113 | 34,11 | -    | -     |
| Источник: CEI Архивная копия от 21 декабря 2016 на Wayback Machine |           |       |      |       |